# Matelea atrocoronata
Matelea atrocoronata là một loài thực vật có hoa trong họ La bố ma. Loài này được (Brandegee) Woodson mô tả khoa học đầu tiên năm 1941.